# Richter (rechtskunde)
De taak van de middeleeuwse richter verschilt hemelsbreed van de huidige rechter. De richter was wel de door de heer benoemde voorzitter van het gericht, maar vonnissen deed hij niet. Die taak behoorde aan bijzitters, keurgenoten, maalmannen, schrerer (rekken) of hofgenoten. De twee of meer keurgenoten moesten een "oordeel vinden", de richter maakte het bekend en droeg zorg voor de uitvoering.
Na de middeleeuwen vond het Romeinse recht meer en meer toepassing. Toen werden steeds meer juristen tot richter benoemd. Vóór 1795 betekende richten: orde handhaven en zo nodig scheppen. Bovendien behoorde het besturen van het ambt namens de landheer eveneens tot zijn taak. Het was dus een omvangrijke taak.